# Кветославов
Кветославов (слч. Kvetoslavov, мађ. Úszor) насељено је мјесто са административним статусом сеоске општине (слч. obec) у округу Дунајска Стреда, у Трнавском крају, Словачка Република.

## Становништво
| Година:    | 1994. | 2004.    | 2014.    | 2024.    |
| ---------- | ----- | -------- | -------- | -------- |
| Број људи: | 748   | 858      | 1104     | 2110     |
| Разлика:   |       | +14,70 % | +28,67 % | +91,12 % |

| Година:    | 2023. | 2024.   |
| ---------- | ----- | ------- |
| Број људи: | 2001  | 2110    |
| Разлика:   |       | +5,44 % |

Према подацима о броју становника из 2011. године насеље је имало 954 становника.